# 디앤절로
디안젤로(D'Angelo, 1974년 2월 11일 ~ )는 미국의 싱어송라이터이다.

## 디스코그래피

### 정규 음반
- Brown Sugar (1995)
- Voodoo (2000)
- Black Messiah (2014)

### EP
- Voodoo DJ Soul Essentials (2000)

### 라이브 음반
- Live at the Jazz Cafe (1998)

### 컴필레이션 음반
- The Best So Far... (2008)

## 같이 보기
- 네오 소울
- 솔쿼리언스